# Angelo Copeta
Angelo Copeta (Brescia, 24 de abril de 1919 - 1980) fue un piloto de motociclismo italiano, que compitió en el Campeonato del Mundo de Motociclismo en desde 1952 hasta 1955.
Su carrera transcurrió íntegramente en la categoría 125cc conduciendo una MV Agusta. Su debut se remonta a 1952 y su única victoria fue el Gran Premio de España de 1953. En 1954 también ganó el título nacional en el Campeonato italiano senior, de nuevo con un MV Agusta.  
Tras retirarse de las competiciones, regentó un concesionario de motos Iso en Vigevano y posteriormente, entre 1967 y 1972, produjo motocicletas bajo la marca Rondine-Copeta.

## Resultados en el Campeonato del Mundo de Motociclismo
Sistema de puntuación de 1950 a 1968:
| Posición | 1 | 2 | 3 | 4 | 5 | 6 |
| Puntos   | 8 | 6 | 4 | 3 | 2 | 1 |

(carreras en cursiva indica vuelta rápida.)
| Año  | Clase | Equipo    | 1     | 2       | 3       | 4     | 5       | 6       | 7     | 8     | Pts. | Pos. |
| ---- | ----- | --------- | ----- | ------- | ------- | ----- | ------- | ------- | ----- | ----- | ---- | ---- |
| 1952 | 125cc | MV Agusta | IOM 5 | NED 5   | GER 4   | ULS - | NAT Ret | ESP Ret |       |       | 7    | 7.º  |
| 1953 | 125cc | MV Agusta | IOM 4 | NED Ret |         | GER 4 |         | ULS Ret | NAT 4 | ESP 1 | 17   | 4.º  |
| 1954 | 125cc | MV Agusta | IOM - | ULS 6   | NED Ret | GER - | NAT Ret | ESP -   |       |       | 1    | 17.º |
| 1955 | 125cc | MV Agusta | ESP 5 | FRA 5   | IOM -   | GER - |         | NED -   |       | NAT 3 | 8    | 5.º  |